# Vjekoslav Parać
Vjekoslav Parać (Solin, 2. veljače 1904. – Zagreb, 4. kolovoza 1986.), hrvatski slikar.
Godine 1926., završio je Akademiju likovnih umjetnosti u Zagrebu kod Lj. Babić, zatim se u periodu 1929. – 1931. usavršavao u Parizu (kod A. Lhote), te učio fresko-slikarstvo na Akademiji u Rimu 1935.
Bio je profesor na zagrebačkoj Akademiji (1950. – 1972), te član JAZU od 1973.
Isprva je slikao pod utjecajem impresionista (Kavana La Coupole, 1931), potom je, većinom u ulju, radio mrtve prirode, dalmatinske krajolike i motive iz života dalmatinskih težaka (Cipal na tanjuru, 1932; Mljekarice, 1934).
Primjeri njegove sklonosti monumentalnosti i epskom komponiranju zamjetna su na freskama s biblijskom tematikom u crkvama u Klisu i Solinu te na slikama i crtežima koji prikazuju hrvatsku pomorsku povijest.
Izrađivao je grafiku i nacrte za scenografiju.
Dobio je Nagradu »Vladimir Nazor« za životno djelo (1975).

## Poveznice
- Parać, solinsko prezime